# Fusion binoculaire
La fusion binoculaire est un phénomène de perception visuelle par lequel le système visuel produit une image unique à partir de deux images, l'une provenant de chaque œil. Il s'oppose à la diplopie, qui est une vision double, à la rivalité binoculaire, qui est une alternance entre les images dans le temps ou à la perception simultanée sans fusion. 
Il s'agit d'un phénomène très étudié en laboratoire.

## Limites
La fusion binoculaire a des limites dont il faut tenir compte si on veut présenter des images :
- l'écart angulaire entre les deux vues gauche et droite d'un même objet est limité, pour la plupart des personnes aux environs de deux degrés ;
- les deux vues gauche et droite d'un même objet doivent être à la même hauteur, avec une précision meilleure qu'un 50e de degré ;
- ces deux vues doivent avoir à peu près la même luminance et si possible les mêmes couleurs ;
- il faut un certain temps pour opérer la fusion binoculaire, surtout si les images sont complexes : ainsi en vidéo les mouvements trop rapides s'opposent à la fusion binoculaire.

Ces contraintes sont extrêmement variables d'une personne à l'autre; certaines personnes arrivent à s'habituer à certains de ces défauts.